# Passiflora parvifolia
Passiflora parvifolia är en passionsblomsväxtart som först beskrevs av Dc., och fick sitt nu gällande namn av Hermann August Theodor Harms. Passiflora parvifolia ingår i släktet passionsblommor, och familjen passionsblomsväxter. Inga underarter finns listade i Catalogue of Life.